# Гуров, Лев Борисович
Ле́в Бори́сович Гу́ров (8 мая 1949, Челябинск — 19 марта 2011, там же) — советский и российский музыкант, вокалист и ритм-гитарист ВИА «Ариэль», Заслуженный артист Российской Федерации (2004).

## Биография
Родился 8 мая 1949 в Челябинске. Отец, Борис Георгиевич Гуров, был врачом и солистом самодеятельного оркестра Челябинской областной больницы, репетиции которого Лев посещал начиная с 12-летнего возраста и учился играть на контрабасе, а будучи старшеклассником, научился играть на гитаре. Собирался по примеру отца стать врачом, однако не закончил медицинский институт.
Лев Гуров — один из создателей и первых участников ВИА «Ариэль» (с 1966). После слияния в 1970 с ансамблем «Аллегро» продолжил работу в объединённом коллективе под руководством Валерия Ярушина. Голос Льва Гурова был визитной карточкой ансамбля.
Он написал также несколько популярных песен, вошедших в репертуар «Ариэля»: «Тишина» (1971), «Скажи, ты счастлив с ней», «Колдунья», «Ты — моя судьба».
В декабре 1971 награждён за песню «Тишина» дипломом «За лучшую патриотическую песню» на конкурсе «Серебряные струны — 71» в Горьком, в 2015 году российская поп-рок-группа «Браво» записала кавер-версию песни и сняла на неё клип, включив в свой сборник Unrealised (2018).
В составе ВИА «Ариэль» победитель конкурса «Янтарь Лиепаи — 72», 5-го Всесоюзного конкурса артистов эстрады в 1974 году.
Почётный гражданин города Литл-Рок (Арканзас, США, 1992). Заслуженный артист Российской Федерации (2004).
Музыкант скончался от рака 19 марта 2011 года в Челябинске. Похоронен 21 марта 2011 года на Митрофановском кладбище.